# Club Deportivo Garés
El Club Deportivo Gares un club de fútbol de España de la localidad de Puente la Reina en Navarra. 

## Historia
El Club Deportivo Gares se fundó en 143456, consiguiendo ascender a Tercera División por primera vez en la temporada 2016/17. 

## Datos del club
- Temporadas en Tercera División: 1 (2017/18)
- Mejor puesto: 20º (2017/18)

## Uniforme
- Uniforme titular: Camiseta con dos rayas diagonales blancas, pantalón con dos rulos para las rayas.[9][10]

## Estadio
El estadio principal es el campo de hierba natural "Polideportivo Osabidea". También cuenta con otro campo de fútbol de tierra situado en el colegio de la localidad.

## Cantera

### Categorías inferiores
El club tiene numerosos equipos de fútbol base desde Juveniles, pasando por Cadetes, Infantiles, Fútbol 8 hasta fútbol sala para los más pequeños.

### Fútbol femenino
El club cuenta con un equipo de fútbol femenino en la Regional Femenina de Navarra, en donde es uno de los clásicos. También tiene equipo de Fútbol 8 Femenino.
Su mejor jugador actualmente es Eduardo Asiain "Peke", jugador que le dio el ascenso a su equipo de juveniles la pasada temporada.

## Premios
El club ha ganado en varias ocasiones el Premio a la Deportividad de Desde La Banda - Fútbol Navarro.